# Лудвик Свобода
Лудвик Свобода (на чешки: Ludvík Svoboda) е чехословашки генерал и политик. Той се сражава и в двете световни войни, поради което се счита за национален герой. Президент на Чехословакия през периода 1968 – 1975 г.

## Ранен живот
Свобода е роден на 25 ноември 1895 г. в Хрознатин, Моравия. Баща му, Ян Свобода, умира, когато Лудвик е на една година. Отгледан е от майка си, Франтишка, която се омъжва повторно.
Лудвик Свобода завършва селскостопанското училище във Велке Мезиржичи и работи като лозар. През 1915 г. се налага да започне служба в австроунгарската армия.

## Първа световна война
През Първата световна война Лудвик Свобода е изпратен на Източния фронт. Там, на 18 септември 1915 г. в Тернопол попада в руски плен. Впоследствие се присъединява към Чехословашките легиони и участва в битките при Зборов и Бахмач.

## Междувоенен период
След войната започва работа в имението на баща си, преди да поеме по пътя на военната кариера в чехословашката армия като член на 3-ти пехотен полк в Кромержиж през 1921 г. Жени се за Ирена Стратилова през 1923 г. Скоро след това е прехвърлен в 36-и пехотен полк в Ужхород, който тогава е част от Чехословакия до 1931 г. Преминава няколко обучения. Учи унгарски език във военната академия до 1934 г., където е произведен в чин подполковник и изпратен обратно в 3-ти пехотен полк. Сменя няколко длъжности и е бил командир на батальон до германската окупация на Чехословакия през март 1939 г.

## Втора световна война
След германската окупация и установяването на протектората Бохемия и Моравия, Свобода става член на тайната организация „Обрана народа“. Смята се, че именно по това време той установява връзка със съветското разузнаване. През юни 1939 г. бяга в Полша и там сформира чехословашко военно формирование в Краков. Това формирование, под името Легион на чехи и словаци, взема участие във войната след германското нахлуване в Полша. След като Полша напълно е окупирана, Свобода изпраща няколкостотин от своите войници в Съветския съюз. Той успешно преговаря с правителството на СССР за прехвърлянето на чехословашки войници и във Франция. По това време правителството в изгнание на Чехословакия не е официално признато нито от Франция, нито от Великобритания.
След началото на германската офанзива срещу Съветския съюз, Лудвик Свобода става началник на чехословашките военни части на Източния фронт. Те влизат в бой с германците за пръв път през март 1943 г. Това се случва в битката при Соколово (Украйна).
Първоначално съставът на чехословашката армия е включвал предимно бежанци от еврейски произход, но след освобождаването на Украйна много местни чехи също се присъединяват към нея. Това довежда до нарастване на антисемитизма в чехословашката армия. Лудвик Свобода се опитва да успокои страстите като организира показен антисемитски процес срещу Максимилиан Холцер, който е обвинен за поражението при Соколово. Тогава Холцер е осъден на смърт, но последствие е изпратен в наказателен отряд, като му е наредено да не се връща. На пресконференция от 1963 г. Свобода заявява, че този инцидент е плод на недоразумение.
Като командир, той командва войските на 1-ви Чехословашки армейски корпус в битката при прохода Дукла през есента на 1944 г. Тогава, след много тежки сражения, формированието му успява да премине чехословашката граница за пръв път. Харизматичното лидерство и смелостта на Свобода е високо оценено от главнокомандващия – съветския маршал Иван Конев. Спечелвайки доверието на Клемент Готвалд и съветските функционери, той бързо се издига във военната йерархия, а през август 1945 г. вече е произведен в чин армейски генерал.

## Политическа кариера
През Втората световна война голяма част от Чехословакия е освободена от Червената армия и 1-ви Чехословашки армейски корпус под командването именно на Свобода. Той е назначен за министър на отбраната и провъзгласен за герой от Източния фронт. Става изключително популярен сред населението, което помага на Комунистическата партия на Чехословакия да спечели 38% от гласовете на изборите през 1946 г.
На 22 февруари 1948 г. почти всички некомунистически министри подават оставка в знак на протест срещу порочните практики на Готвалд и другите комунисти. Лудвик Свобода е един от малкото, които остават на длъжност. Доминираното от комунистите „Революционно синдикално движение“ гласува единодушно за смяната на подалите оставка 12 министри с такива, членове на Комунистическата партия. Във връзка с това, на улиците излизат въоръжени работници и милиция. Тогава Лудвик Свобода отказва да приложи военна сила за овладяване на ситуацията, заявявайки, че „армията няма да тръгне срещу народа“. Два дни по-късно президентът Едвард Бенеш се поддава на натиска от страна на Готвалд и назначава правителство, в което преобладават комунистите. Така смяната на управлението на страната се осъществява без насилие. Свобода, който до този момент е известен като „аполитичен“ министър, се присъединява към комунистическата партия и е избран за депутат в Народното събрание на парламентарните избори през 1948 г.
През 1950 г. Свобода напуска армията, като по препоръка на СССР става вицепремиер до 1951 г. При последвалата чистка, Свобода е арестуван и му е препоръчано да запази имиджа си като се самоубие. Впоследствие той е освободен както от затвора и от всички заемани длъжности. Завръщането му на политическата сцена се случва единствено и сама по личното настояване на Никита Хрушчов, който се е срещал със Свобода по време на войната.
На 24 ноември 1965 г. Свобода е удостоен с титлата Герой на Съветския съюз, а през 1970 г. – и с Ленинска награда за мир.

## Президентство
След края на режима на Антонин Новотни, по време на Пражката пролет, Свобода е избран за президент на Чехословакия на 30 март 1968 г. Това се случва по препоръка на Александър Дубчек. Той е бил приемлив кандидат както за чехите, така и за словаците, а освен това е герой от войната и жертва на чистката от началото на 1950-те години и се ползва с широка обществена подкрепа.
Свобода остава безучастен по отношение реформите на новото партийно ръководство до интервенцията на Варшавския договор в Чехословакия през август 1968 г. Спомените от събитията през две световни войни, го подтикват да подпише заповед, забраняваща на армията на страната да се противопоставя на войските на Варшавския договор. След окупацията заминава за Москва, за да договори освобождаването на Дубчек и другите реформисти, които са били отвлечени след окупацията на страната. Когато Свобода пристига, обаче, Леонид Брежнев поисква от него да назначи ново „Работническо селско правителство“, за да се потвърди версията, че крайно леви елементи в комунистическата партия са поискали военно решение на ситуацията в Чехословакия. Свобода отказва и настоява Дубчек и реформистите да бъдат освободени. Заплашва, че ако това не стане и той няма да напусне Москва. Свобода не е могъл да направи нищо, за да попречи на Брежнев да накара чехословашките представители да подпишат печално известния Московски протокол, който предоставя на армиите от Варшавския договор фактическото разрешение за „временено пребиваване“ в страната с цел защита на социалистическата власт. Протоколът задължава партийното ръководство да насърчава политически, културни и други промени, които да спрат процеса на реформация.

## Нормализация
Лудвик Свобода оцелява и след отстраняването на реформистките комунисти от управлението на Чехословакия. Той се превръща в пасивен свидетел на чистките и потискането на гражданските права. Успява да заглуши пресата и има съществен принос за замяната на Александър Дубчек с Густав Хусак през април 1969 г. До края на дните си, Свобода поддържа виждането, че покорното му поведение пред Брежнев е спомогнало за спасяването на хиляди хора от тежки последствия.
Свобода устоява на опитите на Хусак да го премахне от президенското място до 1975 г. Тогава обаче той е принуден да се пенсионира. Според Конституцията на страната, ако действащ президент не може да изпълнява задълженията си в продължение на година, Федералното събрание има правото да избере негов президент.
Свобода умира на 20 септември 1979 г. в Прага.
Въпреки че е използван от политиците, Свобода все още се радва на популярност и одобрение сред част от чехите и словаците, заради твърдата му позиция и сила на духа проявени на няколко пъти в критични моменти от чехословашката история. Някои площади и улици в Чехия и Словакия все още носят негово име.